# Hüseyinli, Çekmeköy
Hüseyinli là một xã thuộc huyện Çekmeköy, tỉnh Istanbul, Thổ Nhĩ Kỳ. Dân số thời điểm năm 2010 là 748 người.